# Saint Kitts és Nevis az olimpiai játékokon
Saint Kitts és Nevis az 1996-os nyári olimpiai játékokon szerepelt először. Az ország sportolói eddig még nem szereztek olimpiai érmet, és nem vettek részt egyik téli olimpián sem.
A Saint Kitts és Nevis-i Olimpiai Bizottság 1986-ban alakult meg, a NOB 1993-ban vette fel tagjai közé, a bizottság jelenlegi elnöke Alphonso Bridgewater.